# Henrik Thegel
Henrik Thegel, född 4 januari 1990 i Stockholm, senare uppvuxen i Gävle, är en svensk ishockeyspelare.